# إيساكو ساتو

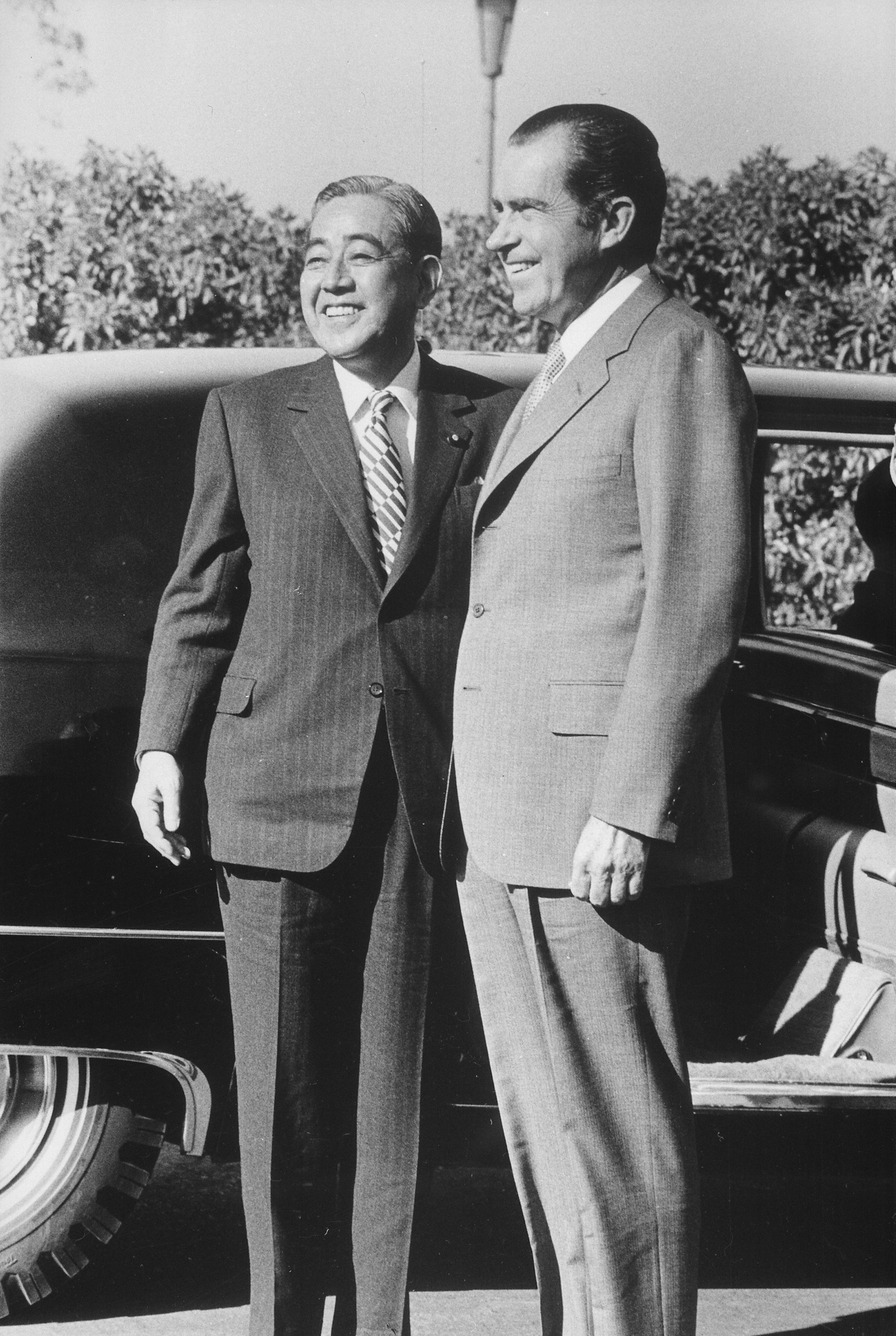
تفاوض ساتو مع الرئيس الأمريكي ريتشارد نيكسون لإعادة أوكيناوا.

إيساكو ساتو (佐藤栄作)، سياسي ياباني ولد في 27 مارس 1901 وتوفي في 3 يونيو 1975. شغل منصب رئيس وزراء اليابان بين 9 نوفمبر 1964 و7 يوليو 1972 وذلك على ثلاث ولايات. حصل سنة 1974 على جائزة نوبل للسلام لعمله على الحد من انتشار الأسلحة النووية.

## روابط خارجية
- إيساكو ساتو على موقع الموسوعة البريطانية (الإنجليزية)
- إيساكو ساتو على موقع مونزينجر (الألمانية)
- إيساكو ساتو على موقع إن إن دي بي (الإنجليزية)